# Giro dell'Umbria 1929
Il Giro dell'Umbria 1929, decima edizione della corsa, si svolse nel 1929. La vittoria fu appannaggio dell'italiano Marcello Neri. Al momento nessuna fonte riporta ulteriori informazioni su questa edizione della corsa. 

## Ordine d'arrivo
| Pos. | Corridore     | Squadra | Tempo |
| ---- | ------------- | ------- | ----- |
| 1    | Marcello Neri | -       | ?     |